# Pep Saula
Pep Saula   (la Bordeta) és un músic i productor català que ha treballat amb artistes com Sexenni, Scorpio, Alvert, Buhos, Crystal Fighters, Ginestà, The Tyets, Yung Rajola o Flashy Ice Cream, entre altres. El 2024 va guanyar el premi Joan Trayter a la millor producció musical. El 2025 va ser cofundador del Col·lectiu de Productors i Productores Musicals Independents de Catalunya.